# Paisagismo lisérgico
Paisagismo lisérgico é uma vertente do paisagismo que consiste na utilização de espécies vegetais com princípios psicotrópicos ou psicodélicas, ou que sejam comestíveis. Muitas vezes é referenciado em oposição ao paisagismo antisséptico e ao paisagismo de segurança pública.